# Liste der Baudenkmäler in Pforzen

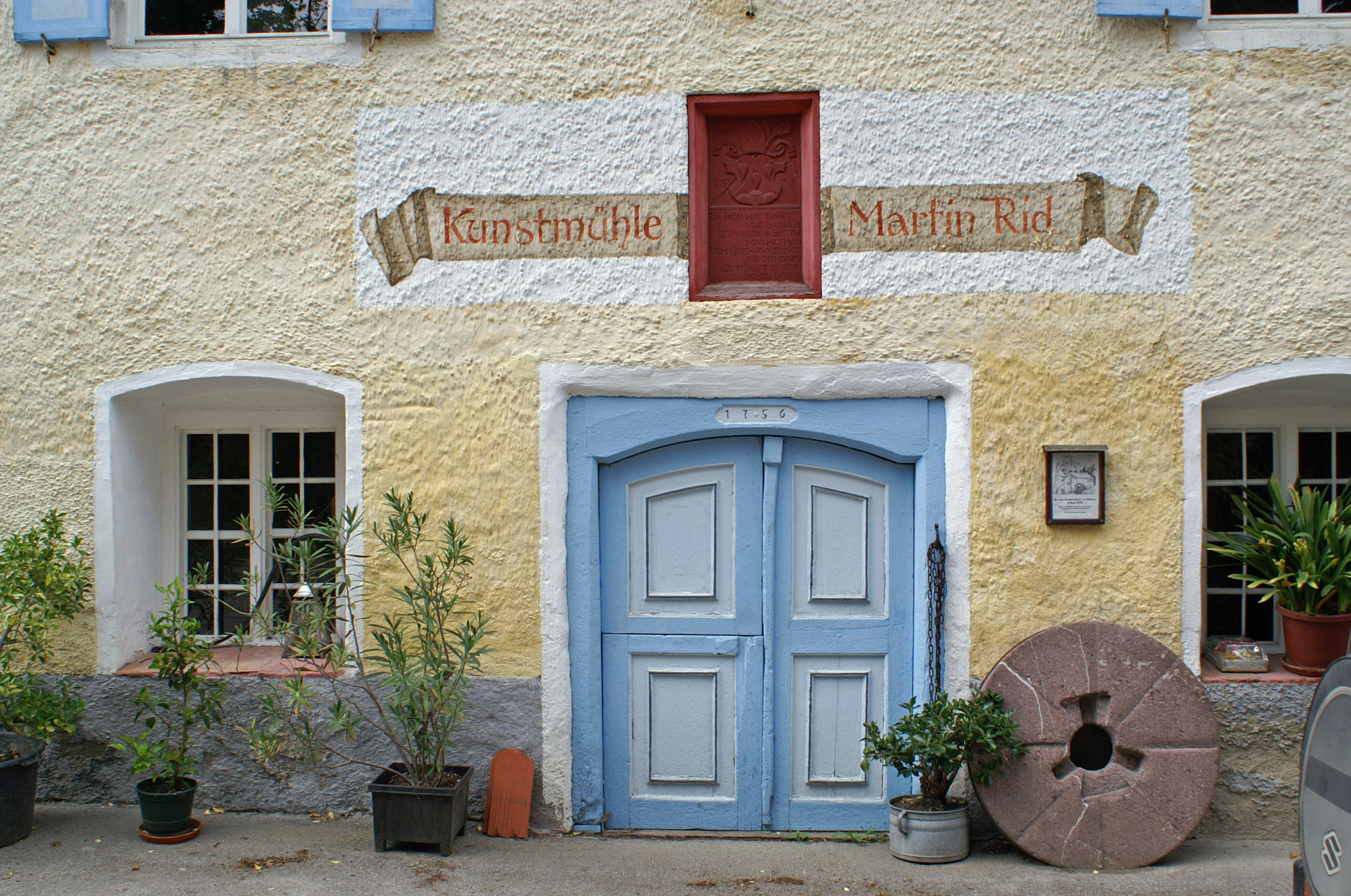
Alte Mühle in Pforzen

Auf dieser Seite sind die Baudenkmäler in der schwäbischen Gemeinde Pforzen zusammengestellt. Diese Tabelle ist eine Teilliste der Liste der Baudenkmäler in Bayern. Grundlage ist die Bayerische Denkmalliste, die auf Basis des Bayerischen Denkmalschutzgesetzes vom 1. Oktober 1973 erstmals erstellt wurde und seither durch das Bayerische Landesamt für Denkmalpflege geführt wird. Die folgenden Angaben ersetzen nicht die rechtsverbindliche Auskunft der Denkmalschutzbehörde.

## Baudenkmäler nach Ortsteilen

### Pforzen
| Lage                       | Objekt                               | Beschreibung | Akten-Nr.    | Bild           |
| -------------------------- | ------------------------------------ | --- | ------------ | -------------- |
| Kirchplatz 1 (Standort)    | Katholische Pfarrkirche St. Valentin | Chor und Turm 1484, Langhaus im Kern älter, Barockisierung und Sakristeibau um 1680, neugotische Innengestaltung 1888–91; mit Ausstattung | D-7-77-158-3 | weitere Bilder |
| Kirchplatz 2 (Standort)    | Gasthaus                             | stattlicher Bau mit Steilsatteldach, bez. 1547.                                                                                           | D-7-77-158-4 | weitere Bilder |
| Mühlstraße 25 (Standort)   | Mühle                                | Satteldachbau von 1673, Anbau Anfang 18. Jahrhundert und 1756                                                                             | D-7-77-158-5 | Mühle          |
| Wertachstraße 1 (Standort) | Bauernhaus                           | Mitterstallbau mit Flachdach, im Giebel bez. 1832.                                                                                        | D-7-77-158-6 | Bauernhaus     |
| Wertachstraße 8 (Standort) | Bauernhaus                           | Mittertennbau mit verziertem und bemaltem Dachfuß, Anfang 18. und 19. Jahrhundert; Fassadenmalereien Mitte 18. Jahrhundert                | D-7-77-158-7 | weitere Bilder |

### Ingenried
| Lage                              | Objekt                                 | Beschreibung | Akten-Nr.     | Bild                      |
| --------------------------------- | -------------------------------------- | --- | ------------- | ------------------------- |
| Eisbachweg 3 (Standort)           | Bauernhof                              | Stattlicher Bauernhof mit Wiederkehr, schmiedeeisernes Balkongeländer bez. 1884.                                        | D-7-77-158-20 | Bauernhof                 |
| Kirchweg 3 (Standort)             | Katholische Pfarrkirche St. Laurentius | Bau des 15. Jahrhunderts, Ende 17. Jahrhundert barockisiert, Verlängerung 1923/24; mit Ausstattung                      | D-7-77-158-9  | weitere Bilder            |
| Kirchweg 8 (Standort)             | Ehemaliges Pfarrhaus                   | Satteldachhaus mit flachem Giebelerker, um 1860; im Treppenhaus Wappenstein, bez. 1673; zugehöriges Wirtschaftsgebäude. | D-7-77-158-19 | Ehemaliges Pfarrhaus      |
| Mindelheimer Straße 34 (Standort) | Katholische Kapelle St. Sebastian      | um 1755 erbaut; mit Ausstattung                                                                                         | D-7-77-158-10 | weitere Bilder            |
| Mindelheimer Straße 51 (Standort) | Wohnhaus eines Bauernhofs              | Sichtziegel mit Putzgliederungen, Straßenfront mit mittlerem Schwebegiebel, um 1890/1900.                               | D-7-77-158-21 | Wohnhaus eines Bauernhofs |

### Irpisdorf
| Lage                                         | Objekt                          | Beschreibung                                                                             | Akten-Nr.     | Bild                            |
| -------------------------------------------- | ------------------------------- | ---------------------------------------------------------------------------------------- | ------------- | ------------------------------- |
| Irpisdorf 1 (an der Bundesstraße) (Standort) | Feldkapelle                     | „Kerker“, wohl noch 17. Jahrhundert; mit Ausstattung                                     | D-7-77-158-12 | Feldkapelle                     |
| Irpisdorf 8 (Standort)                       | Ehem. Käserei                   | erdgeschossiger Satteldachbau aus unverputztem Backstein mit Zierdetails, 1902 errichtet | D-7-77-158-22 | Ehem. Käserei                   |
| Irpisdorf 9 (Standort)                       | Katholische Kapelle St. Joachim | erbaut 1741, Umbau 1902; mit Ausstattung                                                 | D-7-77-158-11 | Katholische Kapelle St. Joachim |

### Leinau
| Lage                     | Objekt                                | Beschreibung | Akten-Nr.     | Bild           |
| ------------------------ | ------------------------------------- | --- | ------------- | -------------- |
| Dorfstraße 15 (Standort) | Ehem. Gasthaus                        | mit Satteldach und Stichbogenfenstern, bez. 1865                                                                      | D-7-77-158-15 | Ehem. Gasthaus |
| Dorfstraße 17 (Standort) | Bauernhaus                            | stattlicher Mitterstallbau mit Steildach und 2 Korbbogentoren, Mitte 19. Jahrhundert                                  | D-7-77-158-16 | Bauernhaus     |
| Dorfstraße 19 (Standort) | Katholische Filialkirche St. Nikolaus | Bau der 2. Hälfte des 15. Jahrhunderts, Sakristei, Vorzeichen, Turmoberbau 1. Hälfte 18. Jahrhundert; mit Ausstattung | D-7-77-158-13 | weitere Bilder |

## Ehemalige Baudenkmäler
In diesem Abschnitt sind Objekte aufgeführt, die früher einmal in der Denkmalliste eingetragen waren, jetzt aber nicht mehr. Objekte, die in anderem Zusammenhang also z. B. als Teil eines Baudenkmals weiter eingetragen sind, sollen hier nicht aufgeführt werden. Aktennummern in diesem Abschnitt sind ehemalige, jetzt nicht mehr gültige Aktennummern.

| Lage                                     | Objekt        | Beschreibung                                                               | Akten-Nr.     | Bild          |
| ---------------------------------------- | ------------- | -------------------------------------------------------------------------- | ------------- | ------------- |
| Pforzen Germaringer Straße 11 (Standort) | Bauernhaus    | Bauernhaus mit Bundwerkkniestock, 2. Viertel 19. Jahrhundert, erneuert     | D-7-77-158-1  | Bauernhaus    |
| Pforzen Kaufbeurer Straße 2 (Standort)   | Bäckerzeichen | Storch mit Breze auf Vase, 19. Jahrhundert                                 | D-7-77-158-2  | Bäckerzeichen |
| Pforzen Wertachstraße 16 (Standort)      | Bauernhaus    | Walmdachbau (nach Süden) mit Hohlkehle über Gesims, Anfang 19. Jahrhundert | D-7-77-158-8  | Bauernhaus    |
| Leinau Dorfstraße 20 (Standort)          | Hausfigur     | hl. Florian, 17. Jahrhundert                                               | D-7-77-158-17 | Hausfigur     |
| Leinau Dorfstraße 23 (Standort)          | Wandmalerei   | Vesperbild, 1. Hälfte 18. Jahrhundert                                      | D-7-77-158-18 | Wandmalerei   |